# ヴィクトル・カルロヴィッチ・シュテンベル
ヴィクトル・カルロヴィッチ・シュテンベル（Виктор Карлович Штембер、1863年 - 1921年1月11日）は、ロシアの肖像画家。

## 生涯
モスクワのドイツ系の家に生まれた。1881年からサンクトペテルブルクの帝国芸術アカデミーやモスクワで学び、1885年から1887年の間はパリのアカデミー・ジュリアンで学んだ。1890年代にはレオニード・パステルナークと美術学校を開き、美術教師として働いた。
1913年から1914年に、シュテンベルはサンクトペテルブルクで個展を開いた。
十月革命後には、彼はウラジーミル・レーニンを含む革命家や党員の肖像画を描いた。

## 作品

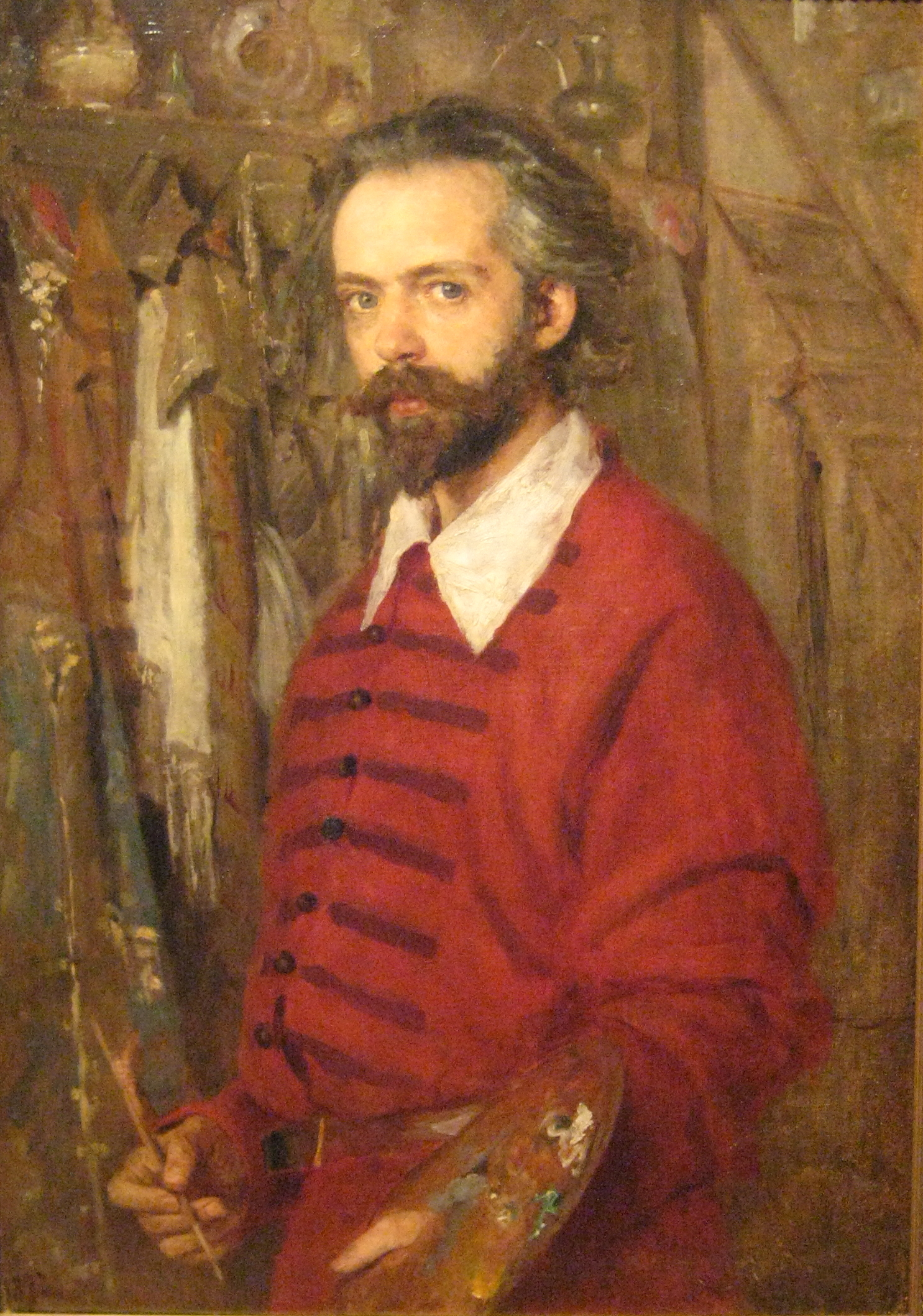
Nikolay Matveyev-政治家
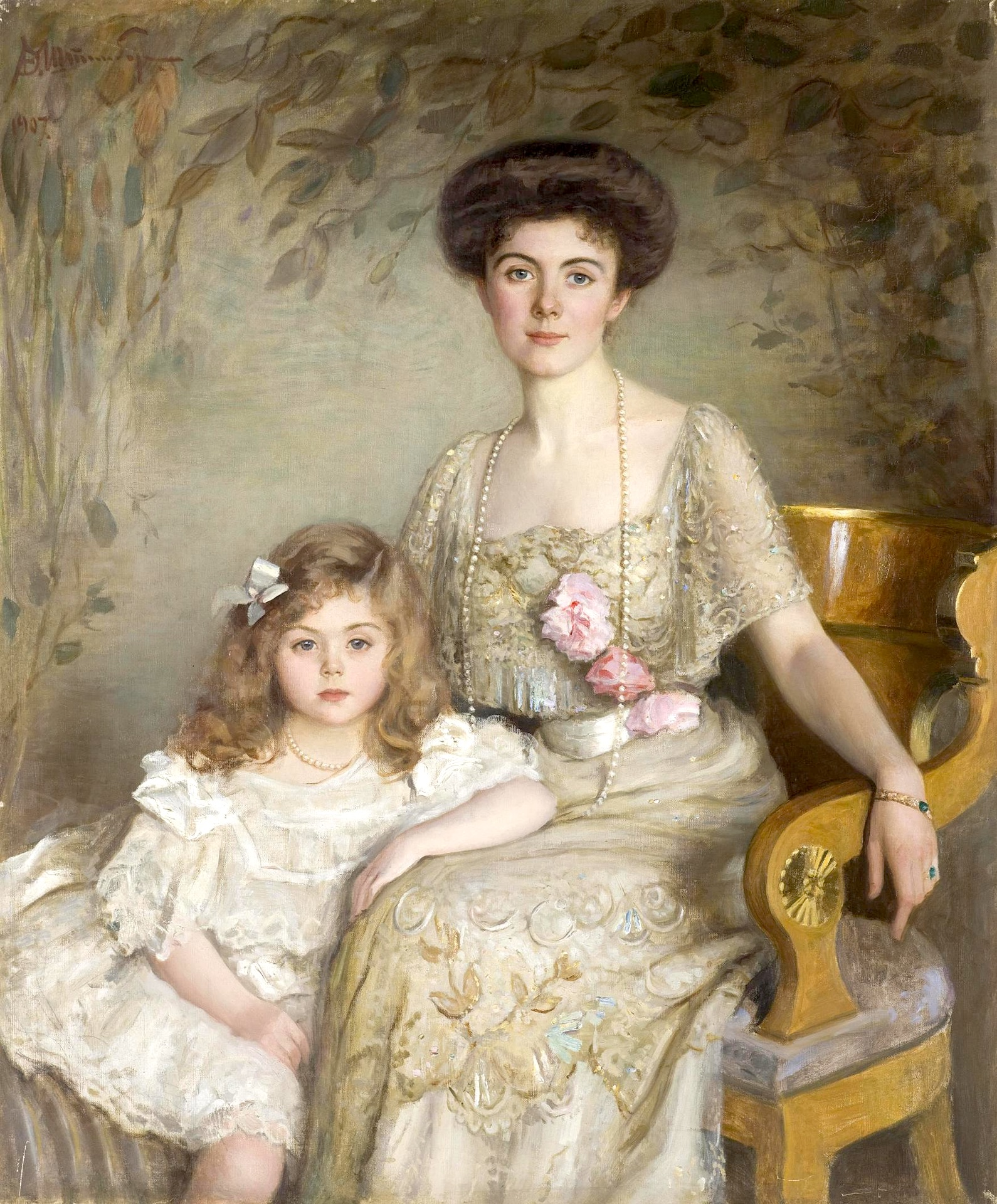
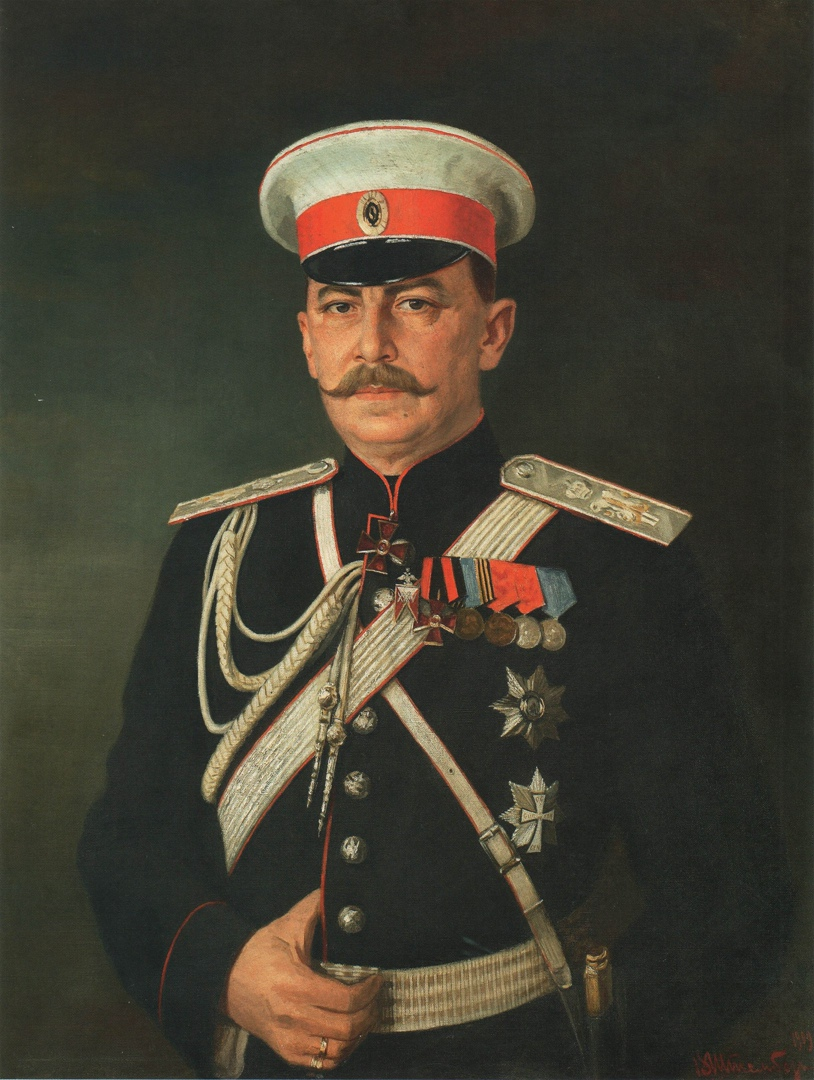
Felix Felixovitch Soumarokov-Elston
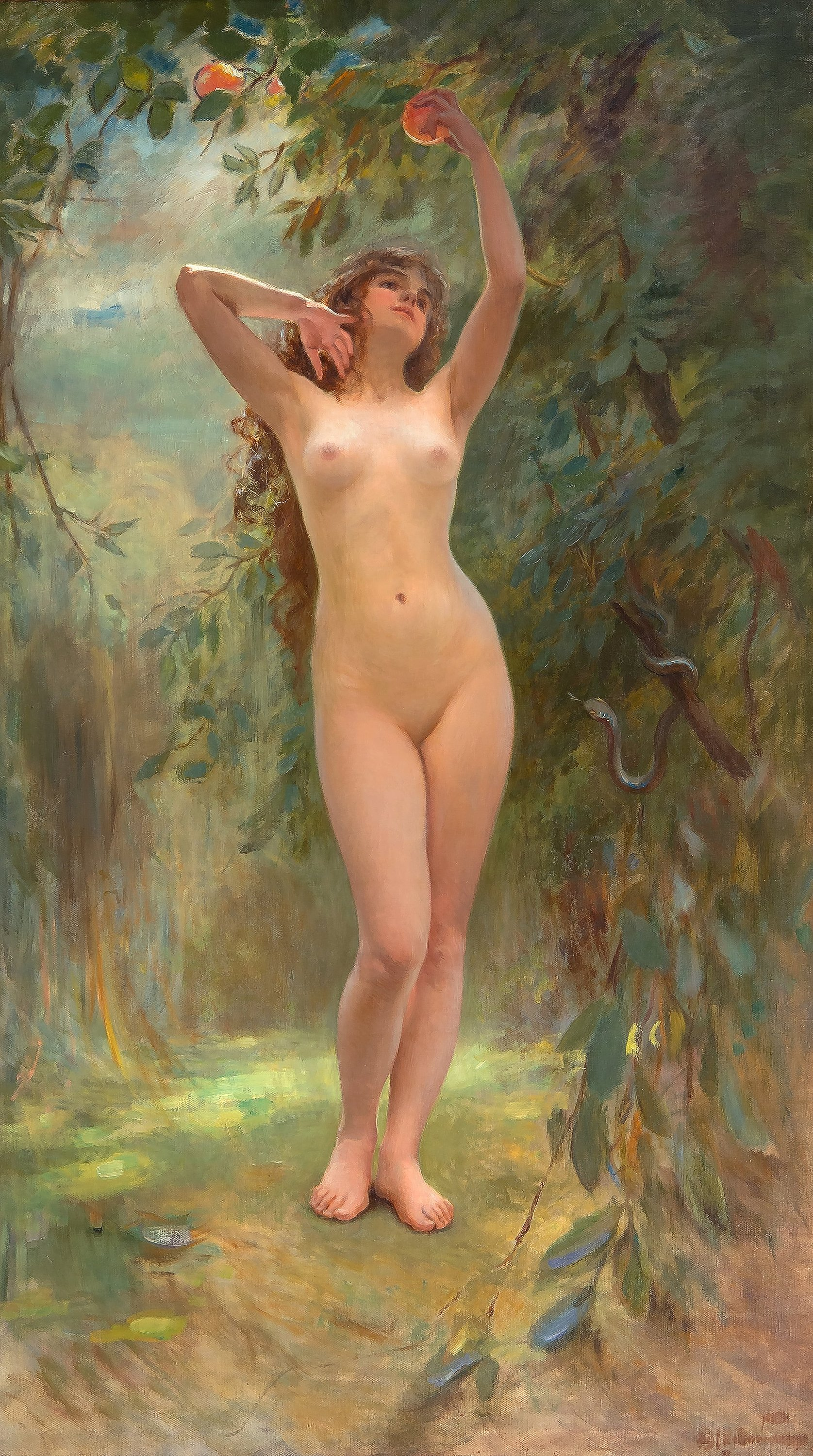
Eva

## 所蔵
画家の作品は、トレチャコフ美術館、ロシア美術館などに所蔵されている。